# アーメド・サラ
アーメド・サラ（Hussein Ahmed Salah, 1956年12月31日 - ）は、ジブチのマラソン選手である。

## プロフィール
- ジブチ・アリ・サビエ州アリ・サビエ出身。
- 1980年代〜1990年代に活躍したアフリカを代表する男子マラソン選手のひとりであり、当時日本男子マラソン陣の最大のライバルのひとりであった。
- レース中盤から後半にかけて自らスパートして独走、そのまま逃げ切って優勝するのが彼の得意なレーススタイルであったが、その後レース終盤に大きくペースダウンして、一旦引き離した選手に追いつかれ逆転されてしまい、優勝を逃すケースも多かった。
- 当時日本の第一人者であった中山竹通（ 日本）とは、同じ長身でスピードのある世界的強豪選手としてともに認知され、長らくライバル関係であり、中山とは6戦3勝(片方が棄権したレースも含める)であるが、1985年の広島で開催されたワールドカップマラソンでは今も語り継がれる名勝負を演じ競り勝ち優勝し、1988年ソウルオリンピックでも中山に僅差で先着し銅メダル、1991年東京世界陸上も中山の棄権を尻目に銀メダルを獲得するなど、サラが中山に勝ったマラソンではサラは好成績を収める事が多かった。しかし、サラと同じアフリカ勢のダグラス・ワキウリ（ ケニア）相手には極端に相性が悪く、1987年ローマ世界陸上、1988年ソウルオリンピック、1989年ロンドンマラソンとともに後塵を拝する結果となった（唯一1992年バルセロナオリンピックでサラはワキウリにかろうじて先着している）。瀬古利彦（ 日本）には1988年ソウルオリンピックで初めて先着したが、1984年ロサンゼルスオリンピックや1986年シカゴマラソンでは瀬古に後塵を拝している。谷口浩美（ 日本）相手では、1987年東京国際マラソンでサラの棄権、1990年ロッテルダムマラソン、1991年東京世界陸上、1992年バルセロナオリンピック、1996年アトランタオリンピックで全て谷口がサラに先着するなど、谷口相手ではワキウリ以上に相性が悪かった。
- 1991年東京世界陸上以後は精彩を欠くレースが続くが、40歳目前の1996年ランスマラソンで2時間10分台を記録したり、40代になってもウィーンマラソンやエンスヘデマラソンで優勝するなど、息の長い選手であった。

## 主な成績
- 1985年ワールドカップマラソン・広島大会優勝
- 1987年ワールドカップマラソン・ソウル大会優勝　2連覇
- 1987年ローマ世界陸上選手権2位
- 1988年ソウルオリンピック3位（銅メダル）
- 1991年東京世界陸上選手権2位

## 現役時代のマラソン成績
| 年月日         | 大会                             | 大会 順位 | 記録          |
| -------------- | -------------------------------- | --------- | ------------- |
| 1983年03月27日 | リヨンマラソン                   | 02位      | 2時間17分29秒 |
| 1983年08月14日 | 世界陸上ヘルシンキ大会           | 棄権      | -             |
| 1984年04月07日 | リヨンマラソン                   | 02位      | 2時間12分34秒 |
| 1984年05月12日 | パリマラソン                     | 優勝      | 2時間11分58秒 |
| 1984年08月12日 | ロサンゼルスオリンピック         | 20位      | 2時間15分59秒 |
| 1984年12月02日 | 福岡国際マラソン                 | 棄権      | -             |
| 1985年04月14日 | ワールドカップマラソン広島大会   | 優勝      | 2時間08分09秒 |
| 1985年08月16日 | アフリカ陸上カイロ大会           | 優勝      | 2時間23分01秒 |
| 1985年10月27日 | ニューヨークシティマラソン       | 02位      | 2時間12分29秒 |
| 1986年05月04日 | パリマラソン                     | 優勝      | 2時間12分44秒 |
| 1986年10月12日 | シカゴマラソン                   | 02位      | 2時間09分57秒 |
| 1987年02月08日 | 東京国際マラソン                 | 棄権      | -             |
| 1987年04月12日 | ワールドカップマラソンソウル大会 | 優勝      | 2時間10分55秒 |
| 1987年09月06日 | 世界陸上ローマ大会               | 02位      | 2時間12分30秒 |
| 1988年04月17日 | ロッテルダムマラソン             | 02位      | 2時間07分07秒 |
| 1988年10月02日 | ソウルオリンピック               | 03位      | 2時間10分59秒 |
| 1989年04月23日 | ロンドンマラソン                 | 03位      | 2時間09分09秒 |
| 1990年04月22日 | ロッテルダムマラソン             | 07位      | 2時間17分01秒 |
| 1991年04月21日 | ロッテルダムマラソン             | 棄権      | -             |
| 1991年05月26日 | ボルドーマラソン                 | 棄権      | -             |
| 1991年09月01日 | 世界陸上東京大会                 | 02位      | 2時間15分26秒 |
| 1992年03月29日 | パリマラソン                     | 08位      | 2時間13分29秒 |
| 1992年08月09日 | バルセロナオリンピック           | 30位      | 2時間19分04秒 |
| 1993年04月18日 | ロンドンマラソン                 | 08位      | 2時間12分40秒 |
| 1994年03月06日 | ロサンゼルスマラソン             | 13位      | 2時間15分04秒 |
| 1994年04月24日 | パリマラソン                     | 04位      | 2時間11分19秒 |
| 1994年11月27日 | 河口湖日刊スポーツマラソン       | 棄権      | -             |
| 1995年02月12日 | 東京国際マラソン                 | 12位      | 2時間13分59秒 |
| 1995年04月23日 | トリノマラソン                   | 03位      | 2時間12分43秒 |
| 1995年08月12日 | 世界陸上イェーテボリ大会         | 25位      | 2時間20分50秒 |
| 1995年10月28日 | 春川国際マラソン                 | 05位      | 2時間13分09秒 |
| 1996年04月20日 | ベオグラードマラソン             | 優勝      | 2時間14分15秒 |
| 1996年05月12日 | トリノマラソン                   | 棄権      | -             |
| 1996年08月04日 | アトランタオリンピック           | 42位      | 2時間20分33秒 |
| 1996年10月20日 | ランスマラソン                   | 02位      | 2時間10分22秒 |
| 1997年04月19日 | ベオグラードマラソン             | 18位      | 2時間23分13秒 |
| 1997年05月25日 | ウィーンマラソン                 | 優勝      | 2時間12分53秒 |
| 1997年10月26日 | 春川国際マラソン                 | 12位      | 2時間15分53秒 |
| 1997年11月23日 | モナコ・リヴィエラ国際マラソン   | 02位      | 2時間12分44秒 |
| 1998年06月07日 | エンスヘーデマラソン             | 優勝      | 2時間13分25秒 |
| 1998年11月22日 | モナコ・リヴィエラ国際マラソン   | 07位      | 2時間14分35秒 |